# Via Mat
Die Via Mat Management AG mit Sitz in Kloten war ein international tätiger Schweizer Speditions- und Logistikkonzern. Die 15 Gesellschaften umfassende Unternehmensgruppe, war in zehn Ländern in Europa, Asien sowie Nord- und Südamerika vertreten. Die Via Mat Gruppe beschäftigte rund 900 Mitarbeiter und erwirtschaftete 2007 einen Umsatz von 230 Millionen Schweizer Franken. Via Mat wurde von Loomis aufgekauft und ging in deren Besitz über.

## Tätigkeitsgebiet
Die Dienstleistungen der Via Mat Gruppe umfasste inländische wie auch internationale Wertlogistik, internationale Gütertransporte mittels Luftfracht, Seefracht, Strassen- und Schienentransporte, Spezialtransporte, Automobiltransporte sowie Projektspedition und Verzollungen, Paketlogistik, Lagerlogistik, Kunst- und Filmlogistik, Schwergutlogistik sowie Outsourcing-Logistik-Lösungen.

## Geschichte
Das Familienunternehmen wurde 1945 durch Wilhelm Moser als MAT Transport AG in Basel gegründet. 1972 wurden die verschiedenen Sicherheitsbereiche im Valorenlogistikgeschäft unter dem Namen Via Mat zusammengeführt. 1985 übernahm das Unternehmen die Wiederkehr Verpackungen AG, woraus die Via Mat Packsafe AG wurde. Ab den 1990er Jahren expandierte das Unternehmen durch Gründung verschiedener Tochtergesellschaften stark im Ausland. Im Mai 2014 wurde die Via Mat Gruppe von der Loomis Gruppe übernommen.